# Sargent Shriver
Robert Sargent Shriver, Jr. (9. november 1915 i Westminster, Maryland – 18. januar 2011) var en amerikansk politiker og aktivist. Shriver var medlem af Demokraterne og var den drivende kraft bag etableringen af Peace Corps. 
Ved præsidentvalget 1972 var han George McGoverns vicepræsidentkandidat, efter at Thomas Eagleton trak sig. I 1976 gjorde han et mislykket forsøg på at blive Demokraternes præsidentkandidat. Fra 1968 til 1970 var han USA's ambassadør i Frankrig.
Shriver var uddannet jurist fra Yale University i 1941. Han var medstifter af America First Committee for at forhindre at USA kom med i 2. verdenskrig, hvilket landet gjorde. Shriver gjorde tjeneste i United States Navy som løjtnant 1941-1945. Under John F. Kennedy og Lyndon B. Johnson arbejdede han som politisk rådgiver. Fra 1971-1986 var han partner i et advokatfirma i New York City og 1984-1990 præsident i Special Olympics. 
Han blev i 1994 tildelt Præsidentens frihedsmedalje af Bill Clinton. 
Han var fra 1955 gift med Eunice Kennedy Shriver, søster til John F. Kennedy. Parret fik fem børn. Datteren Maria Shriver var gift med Arnold Schwarzenegger.